# Родоман Борис Борисович
Борис Борисович Родоман (рос. Борис Борисович Родоман; 29 травня 1931, Москва — 26 грудня 2023, Москва) — російський географ.
Основними напрямами його досліджень були теоретична географія, культурні ландшафти та екологія людини. Представив типологію геометричної структури культурних ландшафтів.
Його тісний зв'язок з естонськими географами вплинув на розвиток ландшафтознавства Естонії.